# Казьополе
Казьополе (пол. Kaziopole) — село в Польщі, у гміні Роґозьно Оборницького повіту Великопольського воєводства.
Населення — 79 осіб (2011).
У 1975-1998 роках село належало до Пільського воєводства.

## Демографія
Демографічна структура станом на 31 березня 2011 року:
|          | Загалом | Допрацездатний вік | Працездатний вік | Постпрацездатний вік |
| -------- | ------- | ------------------ | ---------------- | -------------------- |
| Чоловіки | 46      | 12                 | 31               | 3                    |
| Жінки    | 33      | 8                  | 19               | 6                    |
| Разом    | 79      | 20                 | 50               | 9                    |